# Paramphiascella fulvofasciata
Paramphiascella fulvofasciata är en kräftdjursart som beskrevs av Rosenfield och Coull 1974. Enligt Catalogue of Life ingår Paramphiascella fulvofasciata i släktet Paramphiascella och familjen Diosaccidae, men enligt Dyntaxa är tillhörigheten istället släktet Paramphiascella och familjen Miraciidae. Arten har ej påträffats i Sverige. Inga underarter finns listade i Catalogue of Life.